# 舞太鼓あすか組 - ASKA Japanese Drum
舞太鼓あすか組（まいだいこあすかぐみ）は、1990年に飛鳥大五郎が奈良県北葛城郡広陵町に創設した和太鼓グループ。英名で「ASKA Japanese Drum - アスカ ジャパニーズドラム」ともいう。日本47都道府県、世界20カ国に及び公演活動を行う。CDアルバム5枚、DVD4枚を出す。

## 現パーフォーマー
- 三浦隆博
- 田中佑介
- 小西駿太
- 橋詰悠輝
- 松林來夢

## 元パーフォーマー
- 宇野寛至
- 上坪儀尚
- 河原淳一郎
- 陶山寛太
- 西川皇子朗